# Leucocoprinus cygneus
Leucocoprinus cygneus är en svampart som först beskrevs av Jakob Emanuel Lange, och fick sitt nu gällande namn av Marcel Bon 1978. Leucocoprinus cygneus ingår i släktet Leucocoprinus och familjen Agaricaceae.  Artens status i Sverige är: Ej påträffad. Inga underarter finns listade i Catalogue of Life.